# Akeikoi
Akeikoi est un village du District autonome d'Abidjan en Côte d'Ivoire. Le village d'Akeikoi est situé entre la commune d'Abobo est celle d'Anyama, au nord de la ville de la capitale économique de la Côte d'Ivoire. En 2024, sa population est estimée à environ 1 237 habitants.